# Ouargla
Ouargla (berbero wargren, arabo: ورقلة wargla e ﻭﺍﺭﺟﻠﺎﻥ warjlan) è una città dell'Algeria, capoluogo della provincia (wilaya) omonima.
La città di Ouargla, posta a un'altitudine di 128 metri, si trova a 190 km ad est di Ghardaïa, 160 km a sud-ovest di Touggourt e 388 km a Sud di Biskra. 
Gli abitanti dello Ksar (la città vecchia), chiamati in berbero at Wargren (al singolare eggargren, da u_wargren) e in arabo wargli, sono essenzialmente di stirpe berbera. La lingua che essi parlano, detta teggargrent, è una varietà di berbero di ceppo zanato, come quella parlata nello Mzab (la cui popolazione abitava a Sedrata, a una ventina di chilometri da Ouargla, prima di fondare Ghardaïa nello Mzab).
Secondo il censimento del 1998, la popolazione della città era di 129 402 abitanti. Ouargla è una vera capitale del deserto, circondata da cinque oasi più piccole: BeniThour, Sidi Khouiled, Chott, Rouissat e Ngoussa. Le oasi sono irrigate da pozzi artesiani profondi mediamente 60 metri; nella regione se ne trovano più di 800.
La principale risorsa alimentare dell'oasi di Ouargla sono le palme da dattero (berbero: tazdayt), che producono numerose qualità di datteri (berbero: tini). Si calcola che Ouargla e le oasi vicine ospitino un milione di palme da dattero.

## Infrastrutture e trasporti

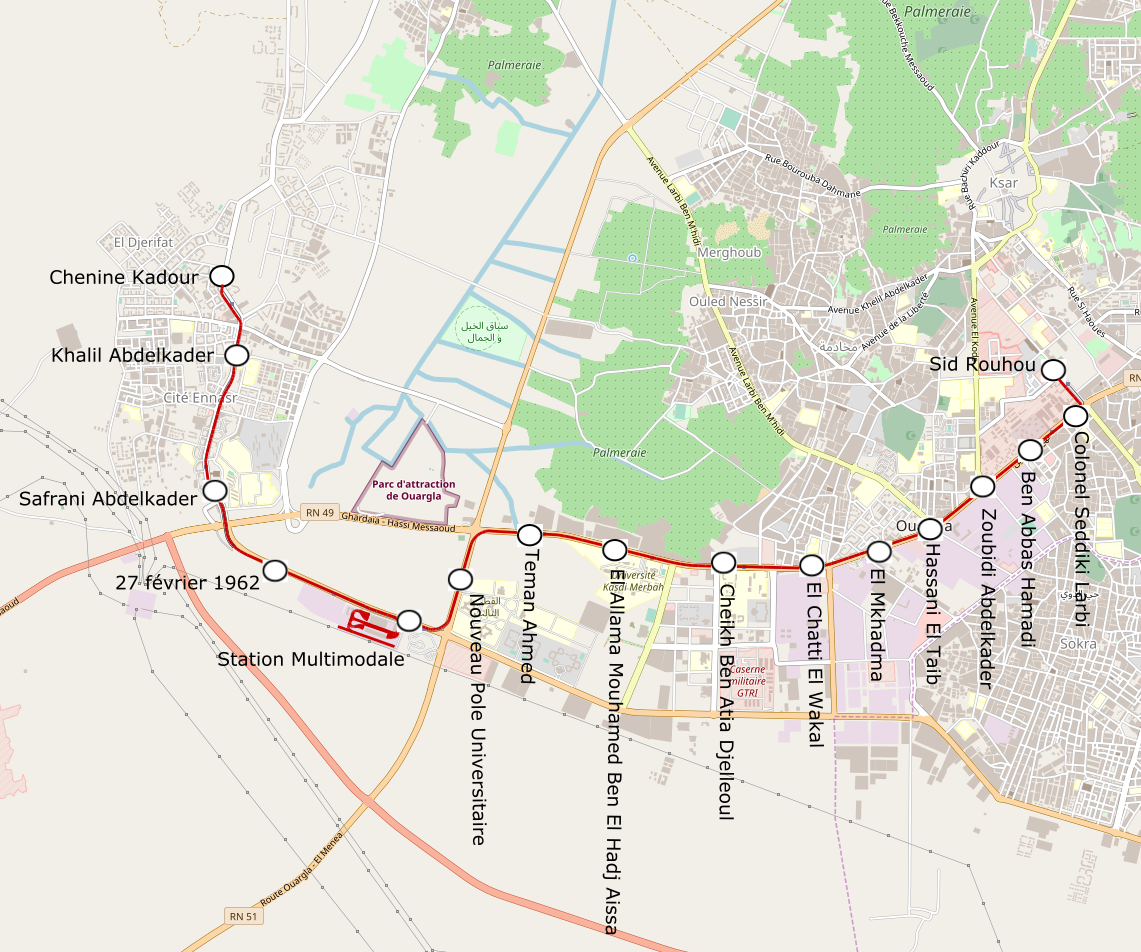
Mappa della linea tranviaria

La città è servita da una linea tranviaria a partire dal 2018.